# Boulevard of Broken Dreams (Lied)
Boulevard of Broken Dreams (englisch für „Boulevard der zerbrochenen Träume“) ist ein Lied der US-amerikanischen Rockband Green Day. Der Song erschien am 17. September 2004 auf ihrem siebten Studioalbum American Idiot und wurde am 29. November 2004 als zweite Single aus diesem veröffentlicht. Bei den Grammy Awards 2006 wurde es in der Kategorie Record of the Year ausgezeichnet und zählt zu den bekanntesten und erfolgreichsten Liedern der Band.

## Inhalt
Boulevard of Broken Dreams ist eine Powerballade und handelt von dem fiktionalen Charakter „Jesus of Suburbia“, einem jugendlichen Rebellen aus der unteren Mittelschicht, der ziellos durch die Straßen einer Stadt läuft. Das Lied wird von Billie Joe Armstrong aus der Perspektive des lyrischen Ichs gesungen. Der Protagonist läuft morgens allein durch die Straßen der noch menschenleeren Großstadt, wobei sein Schatten sein einziger Begleiter ist. Manchmal wünscht er sich, jemanden zu treffen, der diesen Weg mit ihm gemeinsam geht. Doch bis dahin läuft er alleine weiter und setzt sich mit seiner inneren Zerrissenheit auseinander.

“My shadow’s the only one that walks beside me

My shallow heart’s the only thing that’s beatin’

Sometimes, I wish someone out there will find me

’Til then, I walk alone”

## Produktion
Das Lied wurde von dem US-amerikanischen Musikproduzenten Rob Cavallo zusammen mit Green Day produziert. Den Text schrieb Sänger Billie Joe Armstrong, während die Musik von allen Bandmitgliedern komponiert wurde.

## Musikvideo
Bei dem zu Boulevard of Broken Dreams gedrehten Musikvideo führte Samuel Bayer Regie. Es verzeichnet auf YouTube über 822 Millionen Aufrufe (Stand: September 2024). Zu Beginn steigen die drei Bandmitglieder Billie Joe Armstrong, Mike Dirnt und Tré Cool aus einem dunklen Auto der Marke Mercury Monterey, das scheinbar mit Motorschaden auf einer abgelegenen Straße in wüstenähnlicher Umgebung liegen geblieben ist. Dabei sind noch die letzten Töne des Songs Holiday zu hören, dessen Video vor dem von Boulevard of Broken Dreams spielt. Die drei Männer laufen anschließend durch die Wüstenlandschaft und kommen an verlassenen und heruntergekommenen Hütten vorbei. Danach spielen sie den Song in einer verlassenen Lagerhalle und laufen durch die Straßen einer Großstadt, wobei sie an anderen Menschen vorbeikommen. Die Filmaufnahmen sind teilweise künstlich auf alt und krisselig gemacht.
Bei den MTV Video Music Awards 2005 wurde es in den Kategorien Video of the Year, Best Group Video, Best Rock Video, Best Direction, Best Editing und Best Cinematography ausgezeichnet.

## Single

### Covergestaltung
Die Single wurde mit zwei verschiedenen Covern veröffentlicht. Das Singlecover der ersten Version zeigt das Graffito einer nach rechts gehenden schwarzen Figur mit weißen Flügeln an einer hellblauen Wand. Links oben befindet sich der schwarze Schriftzug Green Day, während der schwarze Titel Boulevard of Broken Dreams rechts oben gekritzelt steht. Auf dem Cover der zweiten Version ist die gleiche schwarze Figur mit weißen Flügeln als Graffito sehen, die jedoch nach links geht. Hier ist die Hauswand rot und der weiße Schriftzug Green Day befindet sich links oben, während der schwarze Titel Boulevard of Broken Dreams rechts oben gekritzelt steht.

### Titellisten
Single 1
1. Boulevard of Broken Dreams – 4:22
2. Letterbomb (Live) – 3:58

Single 2
1. Boulevard of Broken Dreams – 4:22
2. American Idiot (Live) – 4:12
3. She’s a Rebel (Live) – 2:03

### Chartplatzierungen
Boulevard of Broken Dreams stieg am 24. Januar 2005 auf Platz 18 in die deutschen Singlecharts ein und erreichte zwei Wochen später mit Rang 13 die beste Platzierung. Insgesamt hielt sich der Song 21 Wochen in den Top 100. In den deutschen Airplaycharts avancierte das Lied zum Nummer-eins-Hit für eine Woche. Die Top 10 belegte der Song unter anderem mit jeweils Position zwei in den Vereinigten Staaten und Schweden sowie in Norwegen, im Vereinigten Königreich, in Australien, Neuseeland, Österreich und Dänemark.
2005 erreichte Boulevard of Broken Dreams Rang 62 der deutschen Single-Jahrescharts sowie Rang drei der deutschen Airplay-Jahrescharts, wo es sich nur Femme Like U (K-Maro) und dem Spitzenreiter Bad Day (Daniel Powter) geschlagen geben musste.
| ChartsChartplatzierungen       | Höchstplatzierung | Wochen |
| ------------------------------ | ----------------- | ------ |
| Deutschland (GfK)              | 13 (21 Wo.)       | 21     |
| Österreich (Ö3)                | 8 (27 Wo.)        | 27     |
| Schweiz (IFPI)                 | 12 (26 Wo.)       | 26     |
| Vereinigte Staaten (Billboard) | 2 (36 Wo.)        | 36     |
| Vereinigtes Königreich (OCC)   | 5 (29 Wo.)        | 29     |

| ChartsJahrescharts (2004)    | Platzierung |
| ---------------------------- | ----------- |
| Vereinigtes Königreich (OCC) | 99          |

| ChartsJahrescharts (2005)      | Platzierung |
| ------------------------------ | ----------- |
| Deutschland (GfK)              | 62          |
| Österreich (Ö3)                | 36          |
| Schweiz (IFPI)                 | 54          |
| Vereinigte Staaten (Billboard) | 7           |
| Vereinigtes Königreich (OCC)   | 88          |

### Auszeichnungen für Musikverkäufe
Boulevard of Broken Dreams erhielt im Jahr 2006 in Deutschland für mehr als 150.000 verkaufte Einheiten eine Goldene Schallplatte. Im Vereinigten Königreich wurde es 2021 für über 600.000 Verkäufe mit einer Platin-Schallplatte ausgezeichnet. In den Vereinigten Staaten verkaufte es sich mehr als zwei Millionen Mal und erhielt Doppel-Gold als Single und Mastertone. Die weltweiten Verkäufe belaufen sich auf über fünf Millionen.
| Land/Region                  | Auszeichnungen für Musikverkäufe (Land/Region, Auszeichnung, Verkäufe) | Verkäufe  |
| ---------------------------- | ---------------------------------------------------------------------- | --------- |
| Australien (ARIA)            | Platin                                                                 | 70.000    |
| Dänemark (IFPI)              | Platin                                                                 | 90.000    |
| Deutschland (BVMI)           | Gold                                                                   | 150.000   |
| Italien (FIMI)               | Platin                                                                 | 50.000    |
| Kanada (MC)                  | 6× Platin                                                              | 480.000   |
| Neuseeland (RMNZ)            | 3× Platin                                                              | 90.000    |
| Spanien (Promusicae)         | Platin                                                                 | 60.000    |
| Vereinigte Staaten (RIAA)    | Gold · + Gold (Mastertone)                                             | 2.000.000 |
| Vereinigtes Königreich (BPI) | Platin                                                                 | 600.000   |
| Insgesamt                    | 3× Gold · 14× Platin ·                                                 | 3.490.000 |

Hauptartikel: Green Day/Auszeichnungen für Musikverkäufe
Bei den Grammy Awards 2006 wurde der Song in der Kategorie Record of the Year ausgezeichnet.